# Louis Claude Cadet de Gassicourt
Louis Claude Cadet de Gassicourt (París, 24 de julio de 1731 - Íd 17 de octubre de 1799) fue un químico y farmacéutico francés. Se le deben de los primeros compuestos organometálicos.

## Biografía
Cadet de Gassicourt era hijo del cirujano Claude Cadet (1695-1745). Fue farmacéutico en los ejércitos de Alemania y de Portugal. También ejerció de farmaceuta en París donde fue el jefe de farmaceutas del Los Inválidos y comisario de química del rey a la manufactura de porcelana de Sèvres. Fue elegido miembro de la Academia de Ciencias de Francia el 1766.

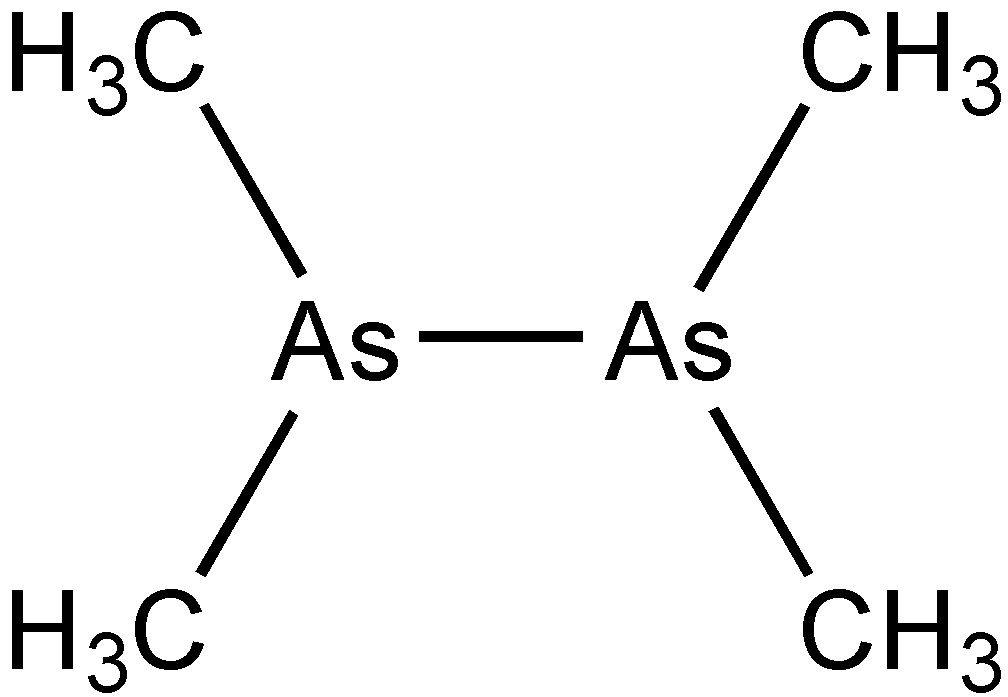
Tetrametildiarsà o cacodil

Durante la Revolución francesa se encargó, con Antoine Lavoisier y Jean d'Arcet, de extraer el cobre de las campanas. Realizó trabajos de investigación en los campos de la farmacia, la física y la química, destacando la «preparación de Vétiver». Obtuvo un líquido rojizo por reacción de acetato de potasio con trióxido de diarsenio. Este líquido fue llamado «líquido fumante de Cadet» y contiene los compuestos cacodilo y óxido de cacodilo, los primeros compuestos organometálicos que se sintetizaron.